# 布倫十式半自動手槍
布倫十式（英語：Bren Ten；「布倫」之名來自捷克斯洛伐克與英国合作研發的布倫輕機槍，而「十」意為其口徑及其發射的彈藥；又譯：布倫·坦、布朗·十）是由多諾斯&迪克森企業公司於1983年至1986年之間生產的半自動手槍，亦是首款發射10毫米Auto口徑手枪子彈的枪械。這使得10毫米Auto口徑成為這款手槍的首要獨特之處，該彈藥最初由瑞典奥穆特福什市的諾瑪公司所生產。
雖然布倫十式的設計外觀類似於9×19毫米「帕拉贝鲁姆」口徑的CZ 75，但它尺寸更大、火力更強，並且具有多個獨特的設計元素，使其成為一款獨特的獨立槍械。在多諾斯&迪克森企業公司破產以前，該槍的設計也只是生產了1,500把。隨後將該槍重新投入生產的嘗試都並無成功過。
布倫十式目前仍然是一款備受爭議的武器。眾多的愛好者認為這是那個時代當中最佳的手槍之一，而10毫米Auto口徑則是火力最強大的半自動手槍子彈之一。但在最初的槍械製成品的運作問題報告當中，卻指出一些出貨了的槍械配備的是有缺失或無法正常操作的不銹鋼製彈匣。備用彈匣亦很難找到而且相對昂貴，單價達到了100美元。

## 歷史
在1970年代，警察和一部份軍隊混用了的半自動和左輪式設計的手槍。自動手槍具有射速較快和重新裝填快捷的優勢，但一般都採用小口徑彈藥以免對槍械機構和射手兩方面都造成過度的負擔。而左輪手槍則可很輕易地設計成口徑與其火力比自動手槍大得多的形態，但可裝填的彈數較少，而且重新裝填的速度相當慢。可以說兩者都不算是理想的武器。
1979年12月13日，托馬斯·多諾斯（Thomas Dornaus）和邁克爾·迪克森（Michael Dixon）決定開始研發新型半自動手槍，以解決左輪手槍和自動手槍之間的差距。他們認為，目前所需要的是一款有著彈藥容量更大和重新裝填速度更快的特徵，但另一方面亦能夠提供超過.45 ACP和.357 S&W馬格南的火力的半自動手槍。他們也曾希望新型設計能夠像當時的柯爾特M1911手槍一樣大受歡迎。
1980年1月15日，他們從最知識淵博的槍械專家方面尋求建議。他們在一番努力以下找來了美國海军陆战队退役軍人傑夫·庫珀（亦是提倡步槍概念的火器專家）。在徵求他的意見以後，兩人發現他已經在著手於這煩手槍的研究。三人共同努力：多諾斯和迪克森提供工程、研發、生產和銷售，而庫珀則是提供概念上的設計標準和技術建議。1981年7月15日，多諾斯&迪克森企業公司在加利福尼亚州正式成立，並在亨廷頓比奇設立了一家新工廠。
與此同時，一把以CZ 75為藍本的手槍，經歷了大量的改裝，包括不鏽鋼底把、輕易看見而可便於快速瞄準的戰鬥型瞄準具，以及通常只能在嚴格定制的武器以上才可找到的各種其他功能。最初的原型CSP-80的口徑為.45 ACP。然而，傑夫·庫珀堅持認為新槍應該發射他所提倡的.40特種彈（.40 Special）。他的彈道要求是，從5英寸槍管發射的.40口徑200格令全金屬披甲去尖錐形（FMJTC）彈丸在所有合理戰鬥範圍內所達到的最小目標撞擊速率達到50公尺時為1,000英尺／秒。由於這一點，以及CSP-80採用了.45 ACP口徑的情況，縮短手槍彈殼的概念，比如.40 G&A口徑都被放棄了，並開始研究著以經縮短的.30雷明登步枪彈殼為藍本所研製出長度與.45 ACP口徑相若的.40特種彈。然後所研製出來的野貓彈獲重新命名為10毫米Auto。傑夫·庫珀採用和導入了這款彈藥，並且將CSP-80（全寫：Combat Service Pistol 80，意為：80式戰鬥制式手槍）更名為布倫十式。
布倫十式只在1983年到1986年間生產。1982年，他們已經開始收到訂單，迫使他們在進行任何類型的深入測試以前盡快發貨。第一批手槍連同各一個編號批次以前的彈匣發貨給客戶。但其後由於意大利的彈匣進口問題，客戶取消了訂單，導致1986年，多諾斯&迪克森企業被迫申請破產。

## 設計細節

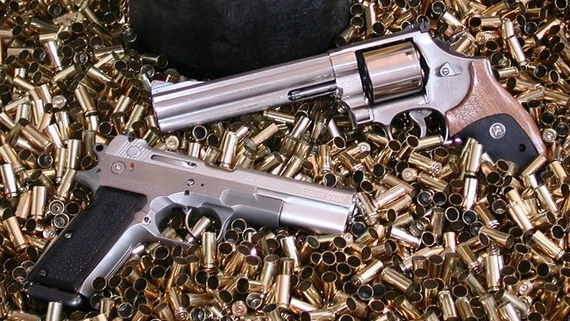
布倫十式半自動手槍（下）與史密斯威森M610左輪手槍（上）。

布倫十式型號借用了著名的CZ 75手槍的設計上的一些特性，但“十”並非是CZ系列槍械的彷製型。布倫十式提供多種型號，分別是由不鏽鋼製成的全尺寸和緊湊型尺寸手槍底把。套筒是由碳鋼所製成，並具有烤藍或鍍硬質铬的表面處理。所有全尺寸型布倫十式衍生型均提供.45 ACP口徑的轉換套件。所有全尺寸型號都包含一柄內置於復進彈簧導桿以內的雙頭螺钉旋具，適用於該手槍中所使用的所有螺絲，並可用作現場維修的緊急工具。彈匣底板的前端可用作用於移除C形槍管襯套的扳手。該槍的非常早期型具有可調節風偏的照門，並以所裝有的相對張力螺釘所固定。後來的該槍裝有拍答式調節的照門。
布倫十式是一款採用了白朗寧大威力半自動手槍樣式無絞鏈傾斜槍管系統的槍管短行程後座操作、閉膛待擊的半自動手槍。該手槍具備了單動或雙動操作射擊能力，並且在底把以上裝有可倒轉的戰鬥型拇指操作式手動保險裝置，可鎖上阻鐵部件，使扳機無法往後運動；同時還裝上了內部撞針擋塊保險，從而阻止撞針向前運動進而撞擊底火。手動保險可讓手槍在擊錘往後降下並且膛內有彈以下一起攜帶，只需解脫保險裝置就可以使用，這種配置被庫珀稱為條件一。布倫十式裝有可調節的機械瞄具，帶有三個點，可提高其能見度。而布倫十式的標準握把採用了霍格（英語：Hogue）公司生產的黑色紋理尼龙握把。

### 彈匣
布倫十式手槍的可拆卸式彈匣的容量視乎從口徑到膛室以及確切的布倫十式衍生型而顯得有所不同。從技術上而言，握把底把以內的彈匣插槽的長度決定了最短的彈匣長度和最小的彈藥容量。生產商提供了以下預設原廠的彈匣容量：
| 型號／口徑                         | 10毫米Auto | .45 ACP |
| 全尺寸和10毫米緊湊型彈匣容量（發） | 10         | 8       |
| 袖珍型彈匣容量（發）               | 8          | —       |

## 衍生型

### 標準型號
布倫十式的標準型是布倫十式手槍全系列的基礎。基本上，標準型與布倫十式系列其餘的型號之間的唯一分別在於表面處理、機管長度和膛室。在雙口徑大師型和首度推出／傑夫·庫珀紀念型兩款衍生型情況下，還具有其他附加功能，包括特殊雕刻、特別的核桃木製展示盒，以及雙口徑大師型所裝有的延長套筒和槍管。本質上，這些槍都是增加了櫥窗裝飾的標準型號。布倫十式的標準型號可以混用不銹鋼製底把和烤藍碳鋼製套筒，雖然一部份收藏家／所有者選擇了售後市場以上的硬質铬原廠烤藍套筒，使得該手槍看起來就像《邁阿密風雲》當中登場的布倫十式那麼樣。
全尺寸型號的產品有以下多種：
- 布倫十式標準型（SM）——布倫十式手槍全系列的基礎。
- 布倫十式軍警型（MP）——特別瞄準執法機關和軍事單位合同而研製的型號。
- 布倫十式雙口徑大師贈禮型——隨槍包括了10毫米Auto和.45 ACP口徑型號兩款上部組件。
- 布倫十式首度推出／傑夫·庫珀紀念型——銘文上刻上了“傑夫·庫珀”字樣的紀念型，在1984年的批發價格清單當中以＄2,000的價格上市。
- 布倫十式神射手特別比賽型——.45 ACP口徑的非目錄產品（生產了250把）。
- 布倫十式API型——為美國手槍學院（英语：Gunsite Academy）生產、具有特殊序列號的紀念型標準尺寸手槍。
- 布倫十式初始原型——由方坯鋼生產的原型。
- 布倫十式邁阿密風雲型——發射.45 ACP空包彈的手槍，裝有硬質铬製套筒，藉以在光亮度較低的電視場景獲得更好的可見性（僅生產了2把）。

### 緊湊型號
布倫十式特種部隊型基本上是全尺寸型布倫十式的短槍管化版本。特種部隊型布倫十式型號有兩種版本：L（淺色型）裝有鍍铬的套筒，而D（深色型）則是啞光烤藍套筒。兩者都是在1984年SHOT Show以上推出。

### 袖珍型號
布倫十式袖珍型號是布倫十式的袖珍短槍管化型號，採用了與標準型號和緊湊型號不同的特別緊湊型底把。此外，它保留了布倫十式標準型號的眾多功能。該槍從未有製成出來的成品型號。由托馬斯·多諾斯所製作出來的手工製作原型僅用作廣告圖像。

### 配件
原廠配件包括非常罕見的白色霍格尼龍製握把、赫伯特光滑及方格式核桃木製握把，5英寸全尺寸型.45 ACP口徑上半部轉換套件和因產量極少而罕見的6英寸10毫米Auto口徑槍管。收錄於目錄當中但從未獲建造出來的原廠配件包括.22 LR口徑轉換套件和兩手靈巧的保險裝置。神射手商店為收錄於目錄當中的神射手特別比賽型定製了黑色科爾迪尤拉式尼龍製手提槍盒。十式系統協會亦生產了一系列尚未獲多諾斯&迪克森企業公司所認可的配件。當中包括海報、絲網印花T恤、棒球帽、夾克補丁、領帶戰術／徽章別針、網狀止血帶和黃銅製皮帶扣。

## 布倫十式的再生產嘗試
1986年，在多諾斯&迪克森企業公司結業以後，企業家理查·弗依特（Richard Voit）從破產法庭中購入了所有知識產權和某些實物資產，並且成立了布倫十式公司。該實體最終成為百利工業（Peregrine Industries）。所生產的型號包括百利遊隼型和鳳凰型。然而，隨著百利工業成為1990年代早期儲蓄和貸款醜聞以下的犧牲品，它與其信貸額度也隨之消失。因此，雖然眾多遊隼型和鳳凰型的第一篇文章都是為了測試而編寫的，但並無任何一篇文章被發布出來。
2008年2月1日，亞利桑那州土桑市的復仇者武器系統（VLTOR Weapon Systems）公司宣布，他們將在推出復仇者武器富通（Fortis）手槍項目的同時再生產布倫十式。該網誌曾表示，該項目將涉及布倫十式設計的更現代版本，但提供的其他信息卻很少。2009年7月27日，復仇者武器系統公司宣布他們獲得了布倫十式之名與“Circle X”標誌的使用權利，用於富通計劃的生產版本，並計劃在2010年5月以復仇者武器布倫十式的形式推出該手槍。然而在2015年1月，該公司發布了一封信，陳述他們盡力生產的該槍尚未達到質量標準；可他們仍然致力於該項目以上，並且預計將於2016年全面投產。但是，截至2017年9月1日，沒有生產出來的該槍，而復仇者武器系統公司亦沒有預計推出的日期。
2017年8月10日，精英戰士裝備公司（Elite Warrior Armament）推出了它倆的布倫十式版本原型的照片。2017年12月21日，它倆開始接受預計2018年底交付的存款。

## 流行文化
布倫十式因被用作電視連續劇《邁阿密風雲》主角詹姆斯·“桑尼”·克羅克特（唐·強生飾演）的其中一款手槍而聞名。除了電視試播集「兄弟的守護者」以外，他在第一季和第二季的演出當中都配備了該手槍。
其他例子還有：

### 電影
- 1990年—《幻影英雄（英语：Last Action Hero）》：為百利遊隼型，由約翰·派克茲（John Practice ，F·莫瑞·亞伯拉罕飾演）用作佩槍（英语：Side arm）。

### 电子游戏
- 2016年—《少女前線》：萌擬人化的少女手槍型戰術人形，沿用該槍的命名而登場，在遊戲中被設定為CZ 75的姐妹並於台詞中多度提到破產。